# Legislatura constituyente de Camboya
La legislatura constituyente de la Asamblea Nacional de Camboya también llamada Asamblea Constituyente de Camboya se inició el 14 de junio de 1993 durante una reunión de emergencia del parlamento electo entre el 23 y el 28 de mayo de ese mismo año y finalizó con su reconstitución en la i legislatura el 23 de septiembre, al promulgarse una nueva constitución y declararse el retorno del Reino de Camboya. El gobierno interino fue presidido por Norodom Ranariddh.

## Antecedentes
Camboya, al igual que la mayoría de sus vecinos, no tiene antecedentes históricos de una constitución precolonial y un estado de derecho. El equilibrio de poder entre los gobernantes y sus súbditos fue tal que un Rey y su estado central en Camboya gobernaban en gran medida a través de la influencia y canales no oficiales. Según el principal historiador de Camboya, David P. Chandler: "un Rey camboyano, como la mayoría de los emperadores chinos, sólo podía gobernar extendiendo redes de mecenazgo y obligaciones mutuas desde su palacio, primero a través de asociados cercanos y miembros de la familia, y así hasta llegar a los poderosos locales en los límites del reino. Hacia finales del siglo XIX, la mayoría de la población rural tenía sólo una concepción aproximada de su Rey". Según Chandler, la gente rural creía ciegamente que el Rey de Camboya era capaz de controlar el clima, dispensar verdadera justicia y ser "la única fuente de esperanza política entre los campesinos". Esto quiere decir que su legitimidad provenía más bien del carisma, y de la genealogía y cosmología asociadas a su persona que de su capacidad para hacer cumplir un sistema de leyes.
La noción de sistemas legales y judiciales regimentados sólo se introdujo realmente en Camboya con el advenimiento del colonialismo francés en el siglo XIX. Con tales conceptos surgió la noción de definir y restringir el poder estatal en la ley formal. El proceso se cimentó con la retirada en 1953 de los franceses de Camboya y el abandono de la constitución democrática de 1947. La constitución destinada a redactarse en 1993 estaría, de hecho, basada en la de 1947, y en la de 1989 (constitución parlamentaria redactara por el régimen pro-Vietnam instaurado en 1979). Este cruce era de conveniencia debido a que ambas constituciones eran fuertemente favorables a los intereses del partido monarqusita Frente Unido Nacional para una Camboya Independiente, Neutral, Pacífica y Cooperativa (Funcinpec) y el centroizquierdista Partido Popular de Camboya (CPP), los dos partidos del gobierno de coalición. La constitución de 1947 garantizaba al Funcinpec el retorno al orden monárquico establecido al momento de la independencia, antes de la guerra civil. En cambio, la constitución de 1989 garantizaba el gobierno parlamentario que permitiría al CPP una mayor concentración de poderes, y resultaba conveniente para el orden político existente.

## Acuerdos de Paz de París

Bandera de Camboya durante la APRONUC.

Los Acuerdos de Paz de París se firmaron en 1991, en un intento de resolver de una vez por todas el conflicto camboyano, que sufría golpes de estado, guerras civiles y cambios violentos de régimen desde 1967. El acuerdo debía poner fin a las hostilidades entre los bandos beligerantes dentro del país, asegurar la retirada de tropas de Vietnam (que había invadido el inestable país en 1979) y llamar a elecciones libres y justas en Camboya. Los países que firmaron el acuerdo fueron Australia, Brunéi, Camboya, Canadá, China, Filipinas, Francia, India, Indonesia, Japón, Laos, Malasia, Singapur, la Unión Soviética, Tailandia, el Reino Unido, los Estados Unidos, Vietnam y la República Federal Socialista de Yugoslavia. Se creó así el Acuerdo Político Integral del Conflicto de Camboya, un documento muy amplio que delineaba el esfuerzo de reconstrucción. Los mandatos para ese acuerdo fueron, tal como se articulan en las nueve partes de la misma: arreglos durante el Período Transitorio, el Período Transitorio, una Autoridad Transitoria en Camboya por parte de las Naciones Unidas, un Consejo Supremo Nacional, el Retiro de Fuerzas Extranjeras y su Verificación, cese al fuego y cese de ayuda militar externa, elecciones, Derechos Humanos, garantías internacionales, refugiados y desplazados, comunidades nacionales, y representación política municipal.
La redacción de la constitución y la transición a la democracia no eran sino una parte del proceso más amplio de desentendimiento y normalización esbozado en los Acuerdos de Paz de París. Aunque debía culminar con la transformación completa de Camboya a una democracia constitucional, el proceso se dividió en seis pasos. Como describió por el profesor de Harvard Stephen Mark en un informe para el Instituto de la Paz de los Estados Unidos, los pasos fueron:
1. Cesación del fuego, desmovilización y creación de un entorno político neutral.
2. Elección de la Asamblea Constituyente a través de elecciones dirigidas por las Naciones Unidas, cuyo resultado sería posteriormente declarado "libre y justo" por el SRSG y el Consejo de Seguridad.
3. Selección de un comité de redacción entre los miembros de la Asamblea Constituyente.
4. Adopción por la Asamblea del proyecto constitucional del Comité.
5. Proclamación por el rey de la Constitución.
6. Transformación de la Asamblea Constituyente en Asamblea Nacional.

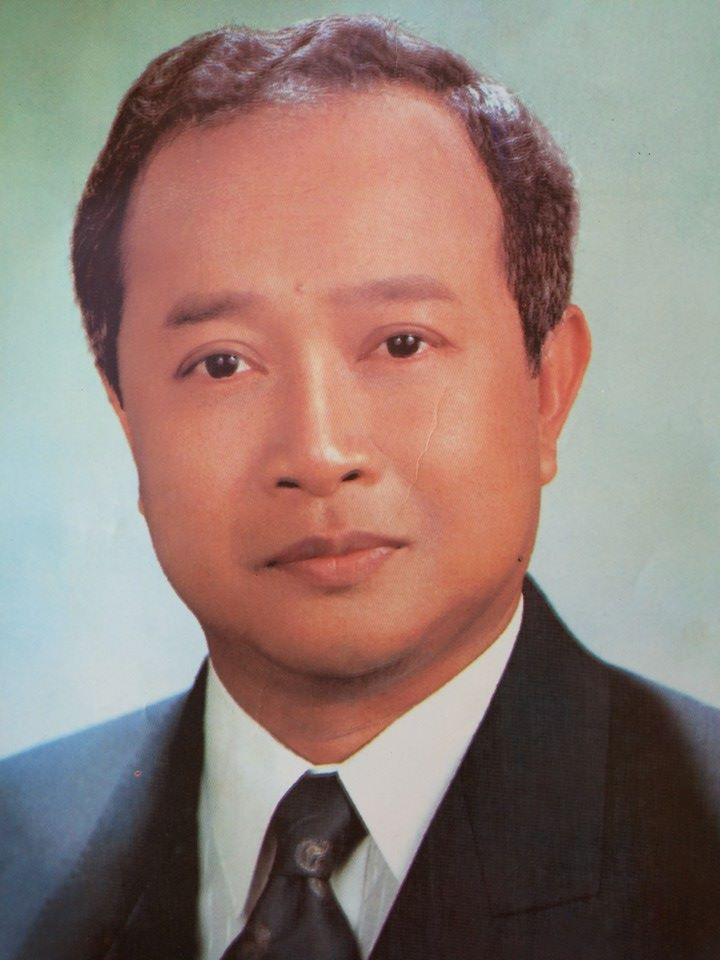
El príncipe Norodom Ranariddh, que se convertiría primer jefe de Gobierno democráticamente electo de Camboya.

El Anexo V del Acuerdo para un arreglo político amplio del conflicto de Camboya, denominado Principios para una nueva Constitución para Camboya, constaba de seis principios que debían guiar a los redactores de la nueva constitución camboyana en la creación de una democracia liberal. Se derivaron de una recomendación de las Naciones Unidas emitida durante la redacción de la Constitución de Namibia en 1982. Los principios eran:
1. La constitución será la ley suprema de la tierra. Puede ser enmendada solamente por un proceso designado que implica la aprobación legislativa, el referéndum popular, o ambos.
2. La Constitución contendría una declaración de derechos fundamentales, incluidos los derechos a la vida, la libertad personal, la seguridad, la libertad de circulación, la libertad de religión, de reunión y de asociación, incluidos los partidos políticos y los sindicatos, el debido proceso y la igualdad ante la ley, la protección contra la privación arbitraria de la propiedad o la privación de la propiedad privada sin una justa compensación y la ausencia de discriminación racial, étnica, religiosa o sexual. Prohibiría la aplicación retroactiva del derecho penal. Los individuos agraviados tendrán derecho a que los tribunales adjudiquen y hagan cumplir estos derechos.
3. La Constitución declarará el estatus de Camboya como un Estado soberano, independiente y neutral, y la unidad nacional del pueblo camboyano.
4. La Constitución declarará que Camboya seguirá un sistema de democracia liberal, sobre la base del pluralismo. Se realizarán elecciones periódicas y genuinas.
5. Se establecerá un poder judicial independiente, facultado para hacer cumplir los derechos previstos en la Constitución.
6. La constitución se adoptará por mayoría de dos tercios de los miembros de la asamblea constituyente.

El término "democracia liberal", expresado en el cuarto principio, fue introducido en el discurso sobre la constitución al parecer por el Rey Norodom Sihanouk durante las negociaciones anteriores con las facciones camboyanas en guerra y los organismos internacionales. Se especuló posteriormente que utilizó el término basándose en los deseos de los gobiernos occidentales, puesto que la "democracia liberal" estaba muy alejada del sistema político diseñado por él tras la independencia. Si bien en ninguna parte del acuerdo se utilizó dicho término, sí aparecían ocho puntos que definían democracia: la realización regular de elecciones generales, que estas fueran genuinas y transparentes, garantía del derecho a sufragio, garantía del derecho a presentarse como candidato, sufragio universal, sufragio igualitario (iguales garantías para emitir un voto), voto secreto, y capacidad justa de todas las personas y grupos políticos de organizarse y realizar campañas electorales libremente a través del discurso público.

## Inicio de la legislatura

### Elecciones generales

Escaños electos en la Asamblea Nacional de Camboya por partido.

Tras intervenir directamente el país, deponiendo al régimen comunista de Hun Sen, y establecer un protectorado bajo el liderazgo de Yasushi Akashi, las Naciones Unidas iniciaron un proceso de desmovilización de las distintas guerrillas del conflicto camboyano y anunciaron el llamado a elecciones libres estrictamente observadas para escoger una asamblea constituyente. A pesar de que el proceso electoral fue en gran medida considerado libre y justo, hubo considerables choques y actos violentos perpetuados, aparentemente, por casi todas las partes, en especial los Jemeres Rojos, que decidieron boicotear la elección. El Frente Unido Nacional para una Camboya Independiente, Neutral, Pacífica y Cooperativa (o Funcinpec) obtuvo un 45% de los votos válidos, siendo una estrecha victoria frente al Partido Popular de Camboya (o CPP), y ganó 58 de los 120 escaños de la Asamblea Nacional. El CPP, que había sido el partido único del régimen anterior, obtuvo 51 escaños, y el Partido Liberal Democrático Budista, liderado por Son Sann, que ya había sido Primer ministro antes del estallido de la guerra civil camboyana, obtuvo 10 escaños. Un cuarto partido, el Movimiento para la Liberación Nacional de Kampuchea (o Moulinaka), obtuvo el escaño restante. La participación electoral fue sumamente alta con el 89.56% del electorado registrado emitiendo sufragio.
El fragmentado legislativo resultó ser un problema, debido a que se necesitaba una mayoría absoluta de dos tercios (más de 80 escaños) para elegir un Primer ministro, y el Funcinpec, partido con más escaños del parlamento, ni siquiera contaba con mayoría absoluta (más de 61 escaños).

### Formación del gobierno
El 31 de mayo, el Partido Popular de Camboya, o CPP, liderado por Hun Sen, presentó una queja con Akashi, reclamando que las elecciones fueron amañadas específicamente para que su partido no ganara. Akashi desestimó estas quejas, y Hun Sen y Chea Sim sugirieron a Sihanouk que asumiera plenos poderes ejecutivos como el jefe de Estado del país, para acelerar la transición. Sihanouk anunció a los pocos días que se convertiría en jefe de Estado. Los ministerios se dividirían entre el Funcinpec y el CPP en una base del cincuenta por ciento. El líder del Funcinpec Ranariddh, así como varios países, incluyendo los Estados Unidos, el Reino Unido, Australia y China se opusieron a la iniciativa. Estados Unidos acusó a Sihanouk de violar la constitución del país, y de que su iniciativa afectaría a la transición. Al día siguiente, Sihanouk rechazó entonces los amplios poderes ejecutivos que le ofrecerían como jefe de Estado,
El 10 de junio, Hun Sen acusó a las Naciones Unidas de perpetuar fraude electoral, y declaró que siete provincias del este de Camboya, bajo la dirección de miembros de su partido, se estaban separando del país, evitando apoyar públicamente la secesión. Una reunión de emergencia de la Asamblea Nacional se inició el 14 de junio, durante la cual Sihanouk fue formalmente reinstalado como el jefe de Estado, con Ranariddh y Hun Sen designados como Primeros Ministros con niveles iguales de los poderes ejecutivos, aunque el ministro titular era Ranariddh. La carta posterior de Hun Sen agradeciendo por sus servicios a la Autoridad Provisional fue una orden indirecta que puso fin a los intentos de secesión.
| Candidato                     | Fecha                                                   | Voto | Func. | CPP | BLDP | Mou. | Total   |
| ----------------------------- | ------------------------------------------------------- | ---- | ----- | --- | ---- | ---- | ------- |
| Norodom Ranariddh (Funcinpec) | 14 de junio de 1993 Mayoría absoluta requerida (80/120) | Sí   | 58    | 51  |      |      | 109/120 |
| Norodom Ranariddh (Funcinpec) | 14 de junio de 1993 Mayoría absoluta requerida (80/120) | No   |       |     | 10   | 1    | 11/120  |
| Norodom Ranariddh (Funcinpec) | 14 de junio de 1993 Mayoría absoluta requerida (80/120) | Abs. |       |     |      |      | 0/120   |

## Redacción de la Constitución de 1993
Según la fecha límite de la APRONUC, la Asamblea Constituyente comenzó a reunirse para redactar la Constitución el 14 de junio, cuando se volvió a izar la bandera del antiguo Reino de Camboya. Durante este período, la Asamblea restauró a Sihanouk como jefe de Estado con carácter retroactivo a 1970, bajo la resolución de que él había sido el último jefe de Estado constitucional del país antes del golpe de Estado perpetuado aquel año, declarándose, por lo tanto, ilegales los gobiernos del período republicano (1970-1975), y el período socialista (1975-1991). Al día siguiente, el rey Sihanouk formó a su vez una Administración conjunta (GNPC) con el príncipe Ranariddh de Funcinpec y Hun Sen del CPP como copresidentes.
La escritura de la constitución comenzó el 14 de junio y procedió lentamente. Para el 30 de junio, la Asamblea Constituyente sólo había elegido un presidente y dos vicepresidentes, y redactado su Reglamento. La Asamblea creó en su seno dos comités para la redacción de la Constitución. El primero fue el Comité de Redacción de la Constitución de 13 miembros, presidido por el líder del BLDP, Son Sann. El segundo fue el comité de Reglas y Procedimientos.
La redacción de la constitución continuó rápidamente, aunque el verano camboyano caliente y húmedo. A finales de agosto se presentó a la APRONUC un borrador de la Constitución. Al parecer, dio un poder inaceptable al jefe de Estado y una protección inadecuada de los derechos de los ciudadanos y residentes extranjeros. El proyecto carecía también de disposiciones para un poder judicial imparcial e independiente. Por último, los representantes de la APRONUC constataron que carecía de toda prohibición contra la tortura. Sólo algunas de las sugerencias presentadas por la APRONUC fueron aceptadas e integradas en la Constitución.

## Ratificación constitucional

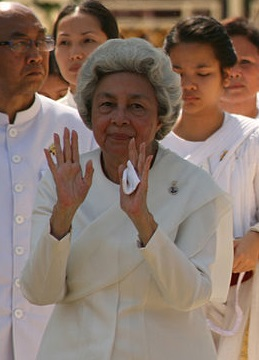
El rey Norodom Sihamoni de Camboya y la reina Norodom Monineath, su madre, la última esposa del difunto rey Norodom Sihanouk

### Monarquía o república
Inicialmente, la constitución por redactarse convertiría a Camboya en una república semipresidencialista, con un Primer ministro como jefe de Gobierno y un jefe de Estado con amplios poderes ejecutivos. Sin embargo, hacia finales de la legislatura se discutió una probable restauración monárquica en la figura de Norodom Sihanouk, hasta entonces "Presidente", bajo la forma de una democracia parlamentaria en la que el Rey cumpliera una función meramente ceremonial. Durante toda la redacción, Sihanouk envió mensajes contradictorios a la Asamblea y al pueblo camboyano acerca de su aprobación de un retorno a la monarquía. En las entrevistas y en las cartas, se alegró ampliamente entre aprobar e incluso exigir una posición como jefe de Estado y, por otra parte, insistir en que la controversia de la monarquía era demasiado divisiva para una Camboya desmoralizada.
El príncipe Sihanouk partió hacia Corea del Norte durante el verano de la redacción de la constitución para perseguir su tiempo pasatiempo favorito, el cine. En los primeros días de septiembre, una delegación de miembros del Funcinpec y el CPP voló a Pionyang llevando consigo dos borradores de la constitución. Uno de ellos articulaba una república y el otro, no muy diferente, una monarquía parlamentaria. Después de una breve discusión, el príncipe y la delegación acordaron la restauración de la monarquía.

### Votación final
Una vez reconocido el borrador monárquico como proyecto constitucional, se celebraron en septiembre cinco días de discusión abierta sobre el mismo. Las discusiones, finalmente sostenidas en la Asamblea Constituyente completa, fueron seguidas ampliamente y de cerca por el pueblo por televisión y por radio. Los delegados a la Asamblea convinieron con bastante facilidad en la noción fundamental de monarquía constitucional, pero estaban menos de acuerdo con algunos detalles. Uno de los principales puntos de desacuerdo era sobre mantener el párrafo que exigía una supermayoría de dos tercios (es decir 80 escaños de 120) para aprobar un gobierno. El CPP hizo campaña a favor de mantener el párrafo debido a que, bajo dicho dictamen, el Funcinpec estaría forzado a cooperar con ellos, pues en un sistema de mayoría absoluta normal, (61 de 120) una coalición entre el Funcinpec y el BDLP lograría 68 escaños y habría bastado para formar gobierno sin el CPP. Finalmente, bajo la presión partidista, se mantuvo dicho párrafo. Dicha disposición sería derogada posteriormente por el propio gobierno del CPP, (estando de acuerdo con la oposición) tras las elecciones de 2003, luego de que el rechazo del Funcinpec y el Partido Sam Rainsy a formar coalición con ellos provocara meses de estancamiento político.
La restauración de la monarquía finalmente se aprobó con 113 votos a favor, 5 en contra y 2 abstenciones. Sihanouk asumió el cargo de Rey de Camboya el 24 de septiembre, luego de dimitir ceremonialmente como Presidente. Simultáneamente, la legislatura constituyente se restructuró como i legislatura, evitando así tener que llamarse a nuevas elecciones y manteniendo el gobierno de coalición de Hun Sen y Ranariddh hasta el fin de la misma en [
1998. Poco antes del fin de la legislatura constituyente, se suscribieron al pacto de coalición el Partido Liberal Democrático Budista y el Moulinaka, por lo que todos los partidos del parlamento se vieron representados en el gobierno. Al día siguiente, el rey Sihanouk formó a su vez una Administración conjunta (GNPC) con el príncipe Ranariddh de FUNCINPEC y Hun Sen del CPP como copresidentes.